# Armand Burtin
Pour les articles homonymes, voir Burtin.
Armand Burtin, né le 3 novembre 1896 à Pouilly-sur-Saône et mort le 13 août 1972 à Lerma en Espagne, est un athlète français spécialiste du demi-fond.

## Biographie
Licencié au Cercle Sportif Laïque Dijonnais avant la guerre, Armand Burtin est incorporé le 12 avril 1915 au sein du 10e régiment d'infanterie. Il passe au 359e régiment d'infanterie le 22 juillet 1916 puis au 14e régiment de Marche Tirailleurs le 5 octobre 1918, après près de deux mois de convalescence à la suite d'une intoxication par gaz le 31 août 1918 au Bois du Quesnoy. Démobilisé en septembre 1919, il s'installe en tant que dessinateur industriel en région parisienne et rejoint Colombes en 1920 où il s'inscrit au Métropolitain Club.

## Palmarès
| Date            | Compétition             | Lieu   | Résultat | Épreuve                  | Performance |
| --------------- | ----------------------- | ------ | -------- | ------------------------ | ----------- |
| 18 août 1920    | Jeux olympiques de 1920 | Anvers | Séries   | 1 500 mètres             |             |
| 22 août 1920    | Jeux olympiques de 1920 | Anvers | 4e       | 3 000 mètres par équipes | 30 points   |
| 13 juillet 1924 | Jeux olympiques de 1924 | Paris  | 4e       | 3 000 mètres par équipes | 31 points   |

| Date | Compétition           | Lieu  | Résultat      | Épreuve      | Performance |
| ---- | --------------------- | ----- | ------------- | ------------ | ----------- |
| 1920 | Championnat de France | Paris | Médaille d'or | 1 500 mètres | 4 min 3 s 4 |